# 5 Ocak Fatih Terim Stadı
Das 5 Ocak Fatih Terim Stadı (auch 5 Ocak Fatih Terim Stadyumu, deutsch Fatih-Terim-Stadion des 5. Januar) war ein Fußballstadion mit Leichtathletikanlage in der fünftgrößten türkischen Stadt Adana, Provinz Adana. Die Fußballclubs Adanaspor und Adana Demirspor trugen hier bis 2021 ihre Heimspiele aus. Auch die türkische Fußballnationalmannschaft bestritt Spiele im Stadion von Adana.

## Geschichte
Die Anlage wurde 1938 fertiggestellt und fasste 16.095 Zuschauer auf Sitzplätzen. 1973 wurde die alte Spielstätte renoviert. Am 25. Januar 2014 bekam das Adana 5 Ocak Stadı den Namenszusatz des bekannten Fußballspielers und Trainers Fatih Terim, der in Adana geboren wurde und elf Jahre lang für Adana Demirspor spielte. Seitdem hieß das Stadion 5 Ocak Fatih Terim Stadı. Das Datum des Stadionnamens 5 Ocak (deutsch 5. Januar) bezog sich auf den 5. Januar 1922. An diesem Tag endete die französische Besetzung Kilikiens und die Besatzungstruppen verließen die Stadt Adana.
Im Februar 2021 zogen Adanaspor und Adana Demirspor in das Yeni Adana Stadyumu um. Das 5 Ocak Fatih Terim Stadı wurde danach abgerissen, um auf dem Gelände eine Parkanlage anzulegen.